# Soubois
Le Soubois est un fromage suisse à base de lait de vache. Fruit d'un affinage assez court (10 jours) se distingue par son cerclage d'épicéa.